# Галина Лозоватка
Галина Лозоватка (укр. Галина Лозуватка) — село,
Савровский сельский совет,
Пятихатский район,
Днепропетровская область,
Украина.
Код КОАТУУ — 1224585904. Население по переписи 2001 года составляло 210 человек.

## Географическое положение
Село Галина Лозоватка находится на расстоянии в 1 км от села Мотина Балка и в 2-х км от села Гомельское (Криворожский район).
Рядом проходит железная дорога, станция Платформа 6 км в 2-х км.